# 舛田明廣
舛田 明廣（ますだ あきひろ、1950年2月4日 - ）は、テレビドラマ・時代劇の演出家（監督）。クレジットが舛田 明広となっている場合もある。
父は映画監督の舛田利雄。妹は女優･声優･歌手の舛田紀子。東京都中央区小田原町（現在の築地エリア）出身。
1968年に東京都立千歳丘高等学校を卒業、1972年に慶應義塾大学法学部法律学科を卒業。

## 主な演出作品
すべてフジテレビ。
連続現代劇
- 白い巨塔（1978年6月3日 - 1979年1月6日） - 演出補
- 本郷菊坂赤門通り（1981年1月10日-3月28日）
- 男の家庭科（1985年1月10日-3月28日）
- 間違いだらけの夫選び（1985年4月4日-6月27日）
- 時にはいっしょに（1986年10月16日-12月25日）
- 金太十番勝負!（1988年10月20日-12月22日）
- あなたが欲しい- I WANT YOU -（1989年1月19日-3月23日）
- 過ぎし日のセレナーデ（1989年10月19日-1990年3月22日）
- なんだらまんだら（1991年10月16日-12月18日）
- 並木家の人々（1993年1月14日-3月25日）

時代劇
- 女ねずみ小僧（1989年4月12日-7月5日）
- 女ねずみ小僧 いけないことだぞ、大江戸マラソン博奕地獄（1990年9月26日）
- 鬼平犯科帳（1993から参加[2]）
- 雲霧仁左衛門（1995年-1996年）
- 剣客商売（1998年-）

単発
- 浅見光彦シリーズ
- 世にも奇妙な物語

## その他
- ミュージカル ジキル&ハイド（鹿賀丈史主演、日生劇場・中日劇場、2001年） - プロデューサー